# لوسي أوليفر
لوسي أوليفر (بالإنجليزية: Lucy van Dalen) هي عداءة المسافات الطويلة نيوزيلندية، ولدت في 18 نوفمبر 1988 في وانجانوي في نيوزيلندا.

## وصلات خارجية
- لوسي أوليفر على موقع الاتحاد الدولي لألعاب القوى (الإنجليزية)
- لوسي أوليفر على موقع أوليمبيديا (الإنجليزية)
- لوسي أوليفر على موقع اتحاد ألعاب الكومنولث (مؤرشف) (الإنجليزية)